# Anton Paschke
Anton Paschke (ur. 9 października 1806 w Gdańsku, zm. 13 marca 1865 w Braniewie) – ksiądz katolicki, lic. teologii, tłumacz i znawca języka polskiego, po uzyskaniu habilitacji w 1851 wykładowca w Liceum Hosianum w Braniewie.

## Życiorys
Urodził się w Gdańsku. Uczył się w gimnazjum miejskim (pofranciszkańskim) w Gdańsku, a następnie w gimnazjum w Braniewie, w którym uzyskał maturę w 1829 roku. W tym samym roku rozpoczął studia teologiczne w seminarium duchownym Liceum Hosianum w Braniewie. Po 4 latach nauki, 30 czerwca 1833, przyjął święcenia kapłańskie z rąk biskupa Hattena. Na pierwszą parafię został posłany do Trygortu koło Węgorzewa. W 1839 został wikarym we Fromborku. W czasie tego wikariatu przez jeden rok studiował na Uniwersytecie w Münster, uzyskując w 1840 stopień licencjata kościelnego (stopień wyższy od magistra). Po krótkim czasie ponownej posługi we Fromborku został skierowany w 1842 do posługi duszpasterskiej wśród polskich katolików w Królewcu. Jeszcze w końcu 1842 otrzymał probostwo w parafii w Starym Targu, jednej z najbardziej polskich parafii w dekanacie sztumskim, gdzie posługiwał do 1846 roku.
Jego zapał do zgłębiania wiedzy skłoniły go do przeniesienia się do dalszej posługi do Olsztyna. W 1847 czynił starania o uzyskaniu stanowiska profesora w Liceum Hosianum w Braniewie, jednak bezskutecznie. W 1851 spełniło się jego marzenie o sprawowaniu funkcji wykładowcy, gdy, po uzyskaniu habilitacji, został przyjęty jako docent na Wydział Teologiczny do Liceum Hosianum w Braniewie. Podejmował się z zapałem wykładania wielu różnych dyscyplin. Był cenzorem ksiąg kościelnych. Zapał i gorliwość pracy odbiły się wkrótce negatywnie na jego stanie zdrowia. Skutkiem tego po zakończeniu semestru letniego 1856 poprosił o przeniesienie w stan spoczynku. Udał się do domu emeryta w Krośnie. Żył bardzo skromnie, spożywał tylko jeden posiłek dziennie, nie pił kawy ani alkoholu. Na 3 tygodnie przed śmiercią kazał się przewieźć do nowo otwartego Szpitala Mariackiego w Braniewie, gdzie wkrótce, 13 marca 1865, zakończył żywot. Pochowany został 18 marca w Krośnie. Cały swój niemały majątek (7 tys. talarów) kazał przeznaczyć na Szpital Mariacki, chorych i osoby biedne.
Władał biegle językiem polskim i niemieckim, znał również francuski, angielski i włoski. Tłumaczył na język polski m.in. listy pasterskie biskupa Geritza z lat 1843–1854. Ponadto brał udział w opracowywaniu polskiego śpiewnika dla Warmii. Także starał się, bezskutecznie, o przyznanie mu profesury języka polskiego w Liceum Hosianum.